# Ouled Fadel
Ouled Fadel (în arabă أولاد فاضل) este o comună din provincia Batna, Algeria.
Populația comunei este de 10.860 de locuitori (2008).